# International Council of Academies of Engineering and Technological Sciences
L'International Council of Academies of Engineering and Technological Sciences (CAETS) è un'organizzazione internazionale senza scopo di lucro, che riunisce le accademie scientifiche nazionali operanti nell'ambito della tecnologia e delle discipline ingegneristiche.
CAETS ha sede nel Distretto di Columbia ed è disciplinata dall'articolo 501(c)(3) del codice civile statunitense.

## Storia
CAETS fu fondata nel 1978 dalla Australian Academy of Technological Sciences and Engineering, dalla Royal Academy of Engineering, dalla Mexican National Academy of Engineering, dalla US National Academy of Engineering e dalla Royal Swedish Academy of Engineering Sciences.
Nel 2007 superò la numerosità di 25 membri, fra i quali erano rappresentate le accademie nazionali di ingegneria dei Paesi industrializzati. Ad ottobre dello stesso anno, CAETS rilasciò la seguente dichiarazione sull'ambiente e la crescita sostenibile:
CAETS, therefore, endorses the many recent calls to decrease and control greenhouse gas emissions to an acceptable level as quickly as possible»
CAETS, pertanto, sostiene i numerosi recenti appelli a ridurre e controllare le emissioni di gas serra a un livello accettabile, nel più rapido tempo possibile»
(CAETS, 2007)

## Obbiettivi
La missione principale del CAETS è quella di porsi come interlocutore dei governi e delle organizzazioni internazionali in merito alle questioni di politica della tecnica, supportare la cooperazione e promuovere l'istruzione e la pratica nel campo dell'ingegneria e della tecnologia, migliorare la conoscenza da parte del pubblico, offrire un forum permanente di discussione e informazione.